# Natalia Meklin
Natalia Fiódorovna Kravtsova, de soltera Meklin (en ruso: Наталья Фёдоровна Ме́клин; en ucraniano: Наталія Федорівна Меклін; Lubní, RSS de Ucrania, 8 de septiembre de 1922 - Moscú, Rusia, 5 de junio de 2005), fue una piloto de bombarderos soviética durante la Segunda Guerra Mundial, del escuadrón del 588.º Regimiento de Bombardeo Nocturno, conocido por las tropas alemanas con el apodo de «Brujas de la Noche», integrado en el 4.° Ejército Aéreo del Segundo Frente Bielorruso, por sus heroicas acciones durante la Segunda Guerra Mundial recibió el título de Heroína de la Unión Soviética (23 de febrero de 1945) además durante la guerra alcanzó el grado militar de mayor.

## Biografía

### Infancia y juventud
Natalia Meklin nació el 8 de septiembre de 1922 en Lubní, gobernación de Poltava, entonces parte de la República Socialista Soviética de Ucrania. Su infancia y juventud transcurrieron en Smila, Járkov y Kiev. En 1940 se graduó del décimo grado en Kiev. Ese mismo año, se unió a la escuela de planeadores en el Palacio de los Jóvenes Pioneros de Kiev y más tarde se graduó en el Instituto de Aviación de Moscú en 1941.

### Segunda Guerra Mundial
En octubre de 1941, varios meses después de la invasión alemana de la Unión Soviética, Meklin ingresó en la Escuela de Aviación Militar de Engels, para convertirse en navegante en el 588.º Regimiento de Bombardeo Nocturno, uno de los tres regimientos de aviación formados por mujeres, fundados por Marina Raskova y liderado por la mayor Yevdokiya Bershánskaya. El regimiento estaba formado íntegramente por mujeres voluntarias, desde las técnicos hasta las pilotos, todas ellas de una edad cercana a los veinte años, después de graduarse de la formación de navegación en la Escuela de Aviación Militar de Engels, fue enviada al frente oriental de la Segunda Guerra Mundial como jefa de comunicaciones de un escuadrón del 588.º Regimiento de Aviación de Bombarderos Nocturnos.

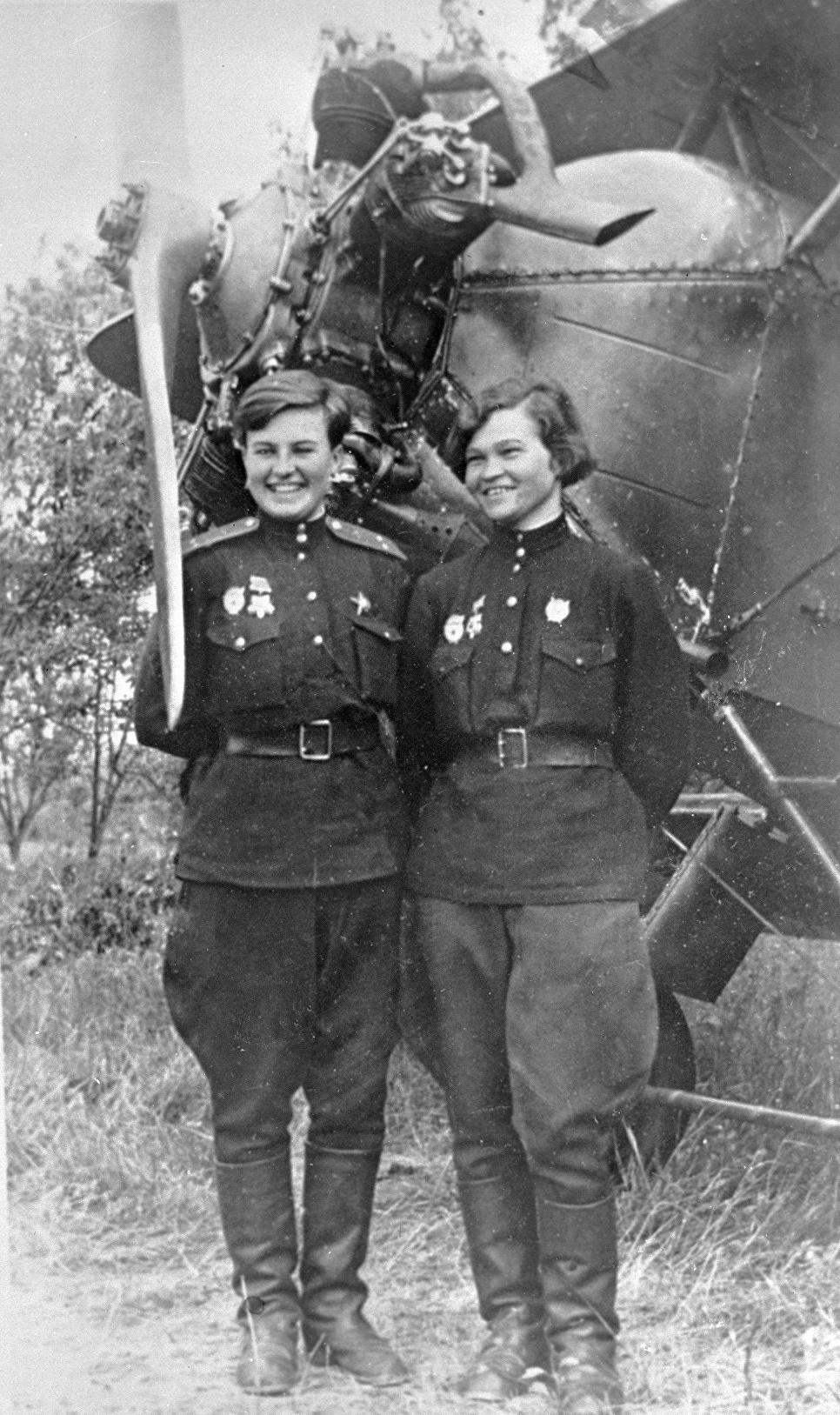
Natalia Meklin (izquierda) junto a Irína Sebrova enfrente de un avión Polikarpov Po-2 en 1945.

El 23 de mayo de 1942, el regimiento fue transferido a la 218.º división de bombarderos nocturnos del Frente Sur (estacionada en el aeródromo de la aldea de Trud Gornyaka cerca de Voroshilovgrado). La propia Marina Raskova las acompañó hasta su destino y luego dio un conmovedor discurso de despedida antes de regresar a Engels. En su nuevo destino el regimiento quedó adscripto al 4.º Ejército Aéreo al mando del mayor general Konstanín Vershinin. Fue el primero de los tres regimientos femeninos en entrar en combate.
El 8 de febrero de 1943, el 588.º Regimiento de Bombardero Nocturno recibió el rango de Guardias y pasó a llamarse 46.º Regimiento de Bombardeo Nocturno de la Guardia, y un poco más tarde recibió el nombre honorífico de «Taman» por su destacada actuación durante los duros combates aéreos en la península de Tamán, en 1943 (véase Batalla del cruce del Kubán). Durante la ceremonia en la que el regimiento recibió la bandera de la guardia, Meklin fue la abanderada, asistida por Glafira Kashirina y Yekaterina Titova. Inicialmente voló como navegante para María Smírnova y luego para Irína Sebrova, pero pronto se volvió a capacitar para convertirse en piloto y el 18 de mayo de 1943 hizo su primera salida como piloto, en la que fue su 381 misión de combate. Al final de la guerra ocupaba el cargo de comandante de vuelo.
Durante la guerra, voló en misiones de bombardeo nocturno en un biplano Polikarpov Po-2 en numerosas batallas en el Cáucaso, Crimea, Kuban, Kerch, Polonia y Alemania integradas en los Frentes Sur, Cáucaso Norte, Cuarto Frente Ucraniano y Segunda Frente Bielorruso. En 1943 fue admitida en el Partido Comunista.
Al final de la guerra, había volado unas 980 misiones de combate nocturnas y arrojado unas 147 toneladas de bombas en territorio controlado por el enemigo. Mientras era teniente, por decreto del Presídium del Sóviet Supremo de la URSS recibió el título de Héroe de la Unión Soviética el 23 de febrero de 1945 por sus primeras 840 misiones de combate; la medalla de la estrella de oro se la entregó en Polonia el mariscal Konstantín Rokossovski el 8 de marzo de 1945. Se convirtió en oficial de reserva en octubre de 1945.
Su imagen apareció en la portada de la edición de mayo de 1943 de la revista Smena, febrero de 1945, y muchas otras publicaciones de la época de la guerra.

### Posguerra
En 1947 se graduó de dos cursos en la Universidad Estatal de Moscú antes de volver a alistarse en el ejército. De 1948 a 1957 estudió en el Instituto Militar de Idiomas Extranjeros y posteriormente trabajó como traductora antes de jubilarse. Se convirtió en miembro de la Unión de Escritores Soviéticos en 1972. Varias escuelas llevan su nombre en Smolensk, Poltava, Stávropol y otras ciudades. Fue nombrada ciudadana honorable de Gdańsk, en Polonia y fue coautora de un libro con su colega del regimiento Irina Rakobólskaya titulado Нас называли ночными ведьмами (Nos llamaban Brujas de la Noche) sobre las experiencias del regimiento durante la guerra.
El 5 de junio de 2005, murió en Moscú y fue enterrada en el Cementerio Troyekúrovskoye.

## Condecoraciones
- Héroe de la Unión Soviética (23 de febrero de 1945)
- Orden de Lenin (23 de febrero de 1945)
- Orden de la Bandera Roja, cuatro veces (14 de abril de 1944, 14 de diciembre de 1944 y 15 de junio de 1945)
- Orden de la Guerra Patria de 1.er (11 de marzo de 1985) y 2.do grado (27 de abril de 1943)
- Orden de la Estrella Roja (19 de octubre de 1942)
- Medalla por el Servicio de Combate (19 de noviembre de 1951)
- Orden de la Insignia de Honor (7 de septiembre de 1982)
- Medalla al Trabajador Veterano
- Medalla Conmemorativa por el Centenario del Natalicio de Lenin
- Medalla por la Defensa del Cáucaso
- Medalla por la Victoria sobre Alemania en la Gran Guerra Patria 1941-1945
- Medalla Conmemorativa del 20.º Aniversario de la Victoria en la Gran Guerra Patria de 1941-1945
- Medalla Conmemorativa del 30.º Aniversario de la Victoria en la Gran Guerra Patria de 1941-1945
- Medalla Conmemorativa del 40.º Aniversario de la Victoria en la Gran Guerra Patria de 1941-1945
- Medalla Conmemorativa del 50.º Aniversario de la Victoria en la Gran Guerra Patria de 1941-1945
- Medalla Conmemorativa del 60.º Aniversario de la Victoria en la Gran Guerra Patria de 1941-1945
- Medalla del 30.º Aniversario de las Fuerzas Armadas de la URSS
- Medalla del 40.º Aniversario de las Fuerzas Armadas de la URSS
- Medalla del 50.º Aniversario de las Fuerzas Armadas de la URSS
- Medalla del 60.º Aniversario de las Fuerzas Armadas de la URSS
- Medalla del 70.º Aniversario de las Fuerzas Armadas de la URSS
- Medalla de Zhúkov